# Парнелл-сквер
Парнелл-сквер (англ. Parnell Square) — городская площадь в георгианском стиле у северной части улицы О’Коннелл-стрит в городе Дублин, в Ирландии. Расположена в почтовом округе D01.
Ранее площадь называлась Ратленд-сквер. Переименована в Парнелл-сквер в честь ирландского политического деятеля XIX века Чарльза Стюарта Парнелла, как и Парнелл-стрит. Последняя проходит по южной стороне Парнелл-сквер. Площадь окружена с трёх сторон фасадами зданий в георгианском стиле. Большую часть на южной стороне и по центру Парнелл-сквер занимают строения госпиталя Ротонда. На северной стороне площади находится Сад памяти.

## Учреждения
Здания театральных площадок «Гейт-театр», «Амбассадор» и «Пилар-рум» расположены на юго-востоке площади, где Парнелл-сквер выходит на О’Коннелл-стрит. Увеселительные заведения были построены здесь по проекту Бартоломью Моссе и входили в комплекс госпиталя Ротонда — первого в Европе родильного дома. Вначале доходы от представлений обеспечивали оплату работы врачей и медицинского персонала. Просторный парк отдыха, на территории которого позднее была разбита площадь, располагался за госпиталем.
На северной стороне Парнелл-сквер находится Галерея Хью Лейн. Она занимает особняк Чарлемонт-хаус, который был построен из тёсаного камня лордом Чарлемонтом по проекту архитектора Уильяма Чемберса в георгианский период. Рядом находятся Литературный музей Дублина со штаб-квартирой Союза ирландских писателей и рестораном «Первая глава» и Пресвитерианская церковь аббатства в неоготическом стиле. На южной стороне площади находился бар Конвея, у которого Патрик Пирс сдался британской армии после подавления Пасхального восстания 1916 года. На западной стороне Парнелл-сквер располагается главный офис и книжный магазин партии Шинн Фейн, офисы ряда профсоюзов и других организаций. Здесь же находится штаб-квартира Апостолата Святого Мартина с небольшой часовней в подвале. Церковная организация издаёт ежемесячный «Журнал Святого Мартина» и известна в Дублине передвижным вертепом, который открыт для публики каждое Рождество.

## События и известные жители
В доме № 5 на Парнелл-свер родился писатель, врач и политик Оливер Сент-Джон Гогарти (1878—1957), друг Майкла Коллинза, Уильяма Йейтса и Джеймса Джойса. Последний увековечил его в образе Быка Маллигана в романе «Улисс». С начала 1920-х до начала 1930-х годов в этом доме располагалась штаб-квартира партии Куманн-на-Нгэл — «Общество гэлов».
В доме № 9 у Кавендиш-роу жил врач и филантроп Бартоломью Мосс (1713—1759), на средства которого в 1751—1757 годах был построен госпиталь Ротонда. На месте современной Парнелл-сквер им был разбит платный парк отдыха, обеспечивавший содержание медицинского персонала. В доме № 14 в 1940—1950-х годах располагалась штаб-квартира Гэльской лиги. В доме № 25 9 сентября 1914 года прошла встреча членов Верховного совета Ирландского республиканского братства с другими революционерами, согласившимися поднять восстание против британцев до начала Первой мировой войны. Ныне это здание занимает Гэльская лига. В домах № 29 и № 30 ранее располагался отель «Воган», в котором часто останавливался революционер Майкл Коллинз.
В доме № 41 находится офис Ирландского национального общества помощи лесникам. До 1916 года в этом здании также проходили собрания Ирландского республиканского братства и Ирландских добровольцев. Накануне начала Пасхального восстания Имон де Валера собрал здесь 3-й батальон повстанцев. В 1922 году, после заключения Англо-ирландского договора и до начала Гражданской войны в Ирландии, в доме прошло собрание Ирландского республиканского братства, на котором была предпринята попытка достичь консенсус по договору. В доме № 44 находится Мемориальный холл Кевина Бэрри — нынешняя штаб-квартира партии Шинн Фейн.
В доме № 46 ранее находилась штаб-квартира Гэльской лиги. В этом здании Томас Макдона собрал 2-й батальон повстанцев в воскресенье вечером накануне Пасхального восстания 1916 года. В августе 1917 года здесь прошли собрания, которые привели к созданию Национального исполнительного органа Ирландской республиканской армии. А 19 сентября 1919 года Майкл Коллинз создал знаменитый «Отряд», состоявший из подготовленных бойцов, которые в 1920 году участвовали в операции по устранению британских агентов «Джи Мэн». В доме № 58 находится книжный магазин Шинн Фейн и главный офис газеты «Эн Фоблакт» — «Республика».

## Ссылка
- Parnell Square Cultural Quarter (англ.). www.parnellsquare.ie. Dublin City Council. Дата обращения: 2 апреля 2022.